# Baby Blues
Baby Blues és una tira còmica produïda per Rick Kirkman i Jerry Scott des del 7 de gener de 1990 i que té com a tema principal els tòpics que giren al voltant d'un matrimoni que té nadons petits. Distribuïda per King Features Syndicate des de 1995 fins al gener de 2022, i distribuïda per Andrews McMeel Syndication a partir de gener de 2022, la tira se centra en la família MacPherson i concretament en la criança dels tres fills MacPherson.